# Рануа (зоопарк)
Парк дикой природы Рануа (фин. Ranuan eläinpuisto) — зоопарк в Финляндии. Расположен в муниципалитете Рануа провинции Лапландия, в 80 километрах южнее города Рованиеми. Находится немного южнее полярного круга и является одним из самых северных зоопарков в мире.
Ежегодно зоопарк посещает более 100 тысяч посетителей.

## История
Зоопарк в городе Рануа был открыт в 1983 году и в настоящее время является самым северным зоопарком Финляндии.
В 1998 году в зоопарке проходили съёмки фильма «Мальчик и рысь» финского режиссёра Раймо О. Ниеми.

## Коллекция
В парке обитает около 60 видов представителей северной фауны. Обзорный маршрут устроен таким образом, что все животные и птицы встречаются последовательно, в условиях, приближённым к естественным.
В коллекции зоопарка (единственном из зоопарков Финляндии) находятся три белых медведя. В 2012 году Рануа стал одним из немногих зоопарков мира, добившихся размножения белых медведей в неволе: медведица по кличке Венус (Венера) произвела на свет от самца по кличке Манассе (скончался в августе 2017) медвежонка, получившего кличку Ранцо. 5 мая 2014 года подросший медвежонок был передан в Венский зоопарк. Появившиеся 4 декабря 2014 года пара медвежат-близнецов погибла. Появившийся на свет 25 ноября 2016 года медвежонок, получивший позднее кличку Сису, в марте 2017 года был показан широкой публике и оставался в зоопарке до декабря 2020 года, когда был передан в коллекцию Йоркширского парка дикой природы — единственного зоопарка Англии, где содержатся белые медведи.
В парке проживает две бурые медведицы по кличке Малла и Йемма. В 2014 году принёсшая своего первенца медведица Малла отказалась от медвежонка, в связи с чем попечение о нём взяли на себя сотрудники зоопарка.
Также в зоопарке представлены рысь, волки, росомахи, песцы, лоси, северные олени, лань, косули, овцебыки, кабаны, выдры, куницы, бобры.
Парк располагает обширной коллекцией хищных птиц. В 2014 году потомство произвела пара бородатых неясытей.

В июне 2015 года зоопарк Рануа (единственный в Финляндии) пополнился шестью мужскими особями волков буанзу (Cuon alpinus), привезённых из зоопарка Испании. Приобретение волков связано с желанием руководства парка создать в зоопарке «азиатскую зону».

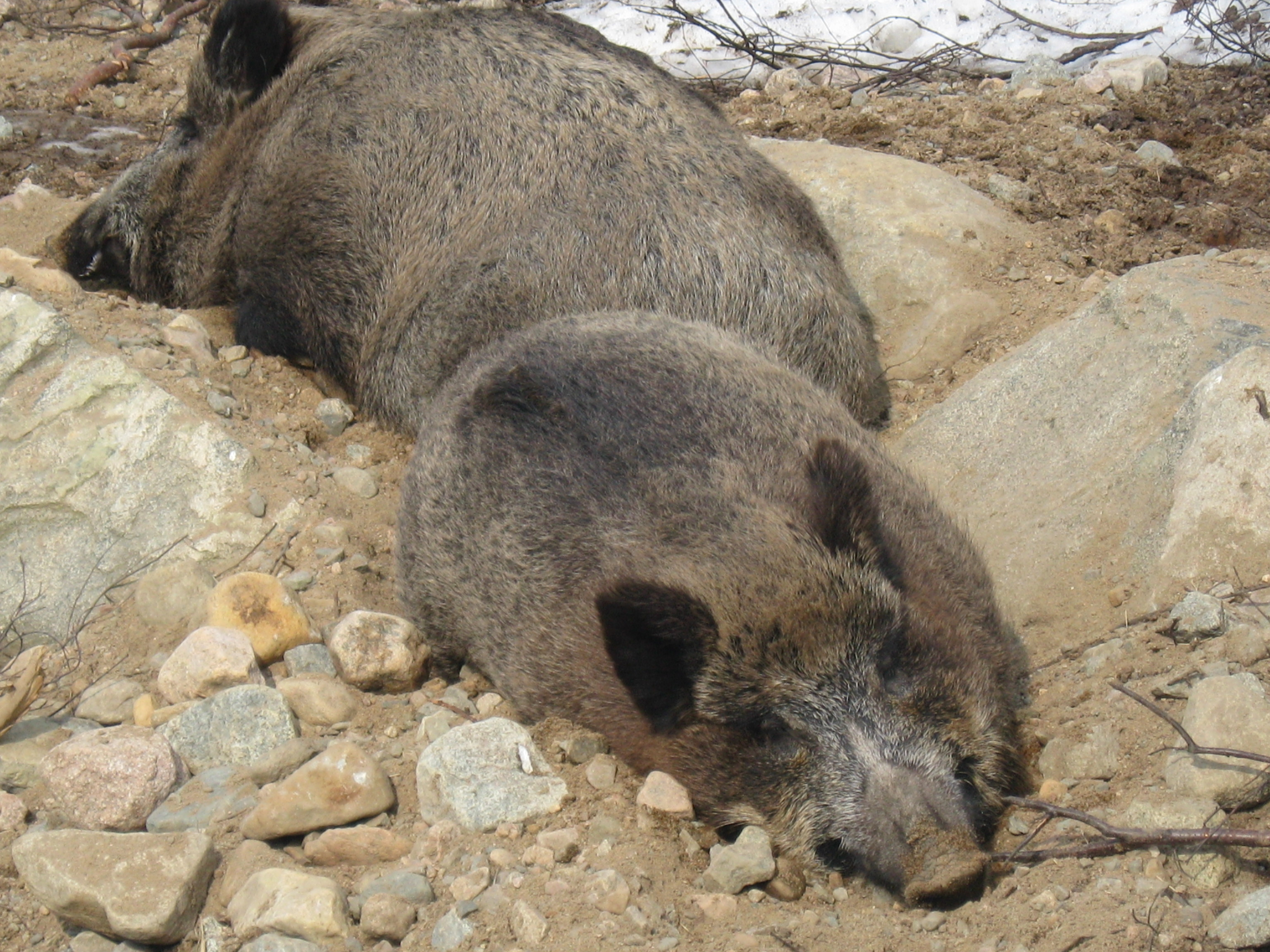
Кабаны
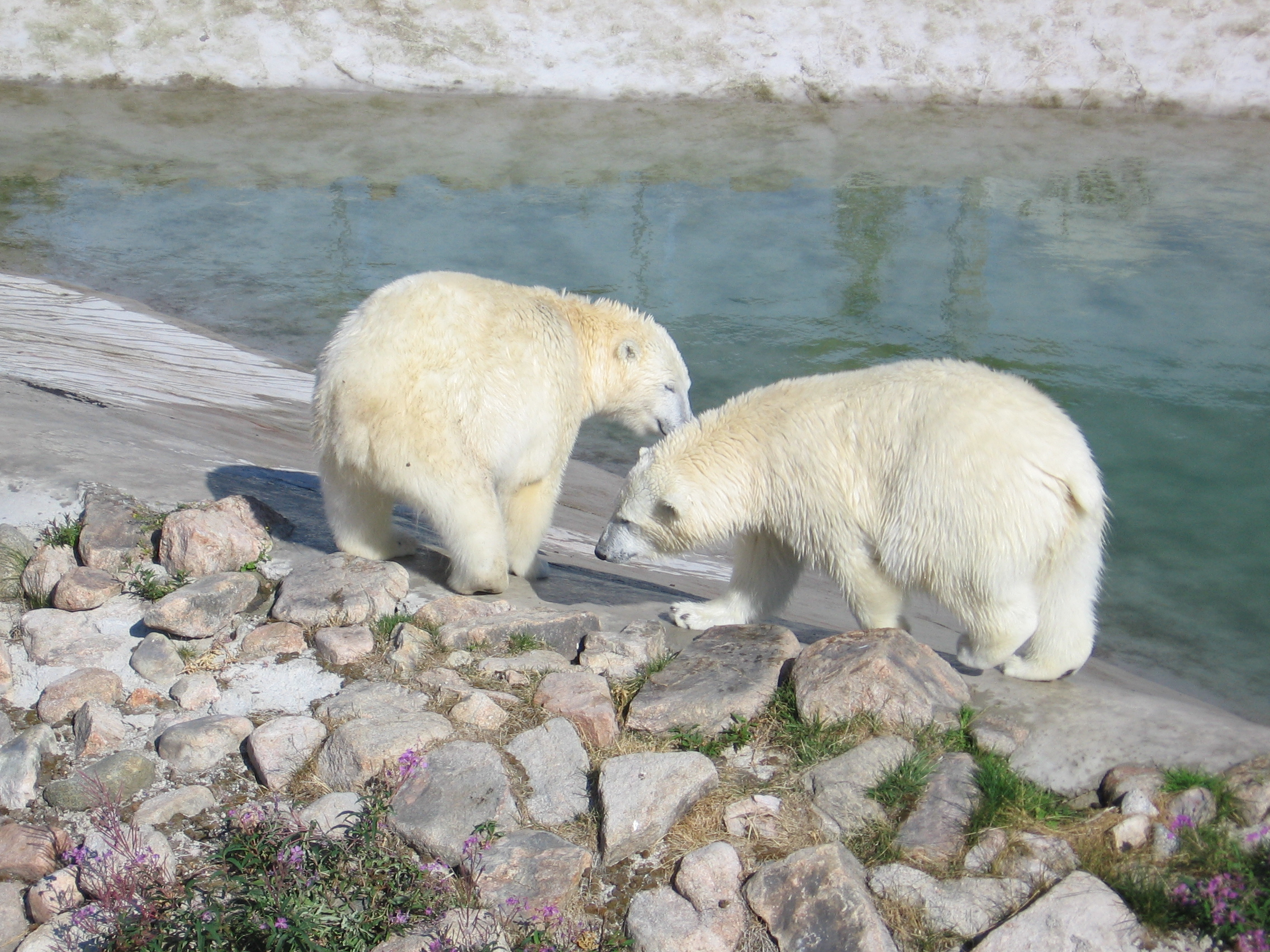
Белые медведи
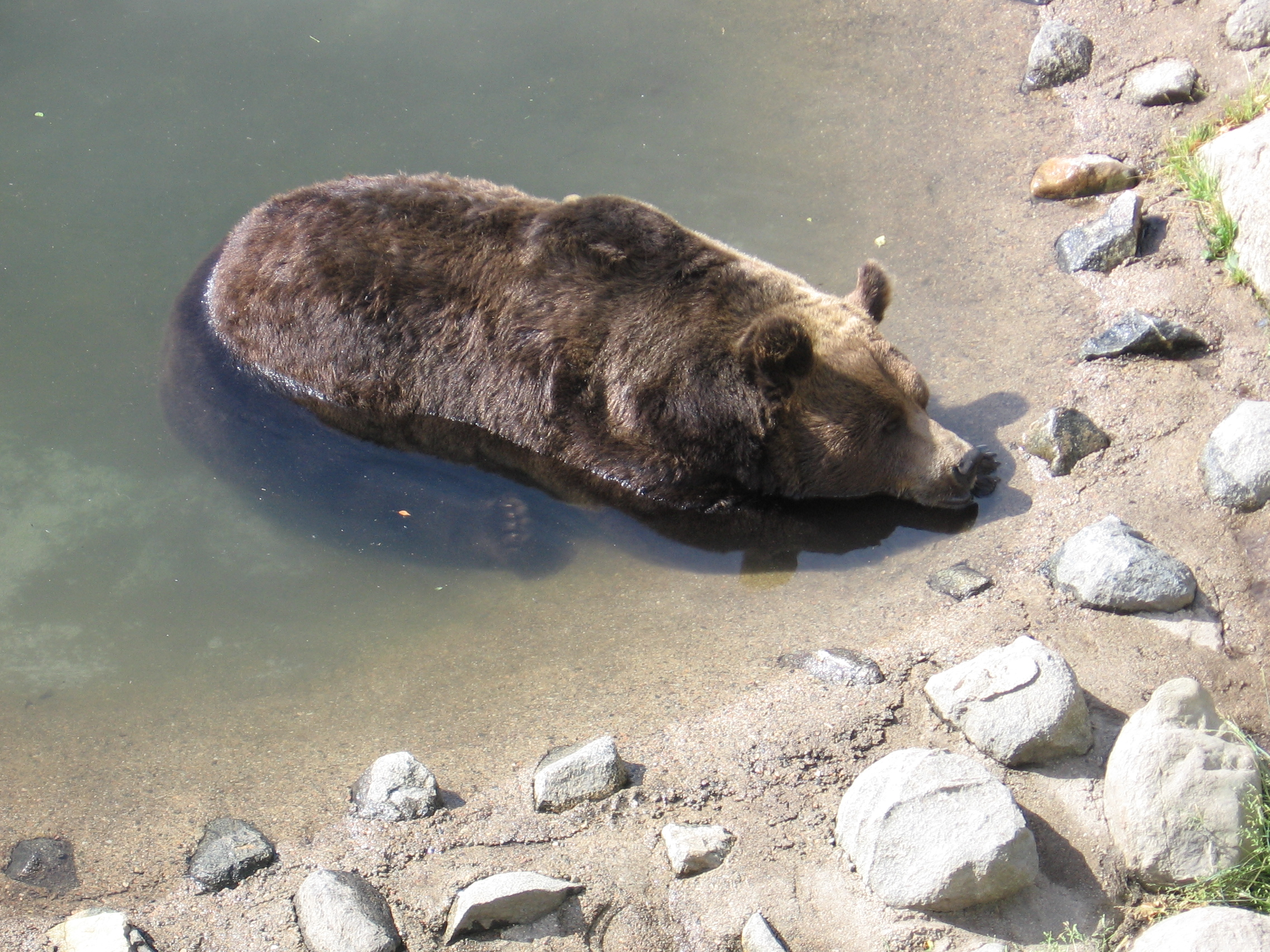
Бурый медведь
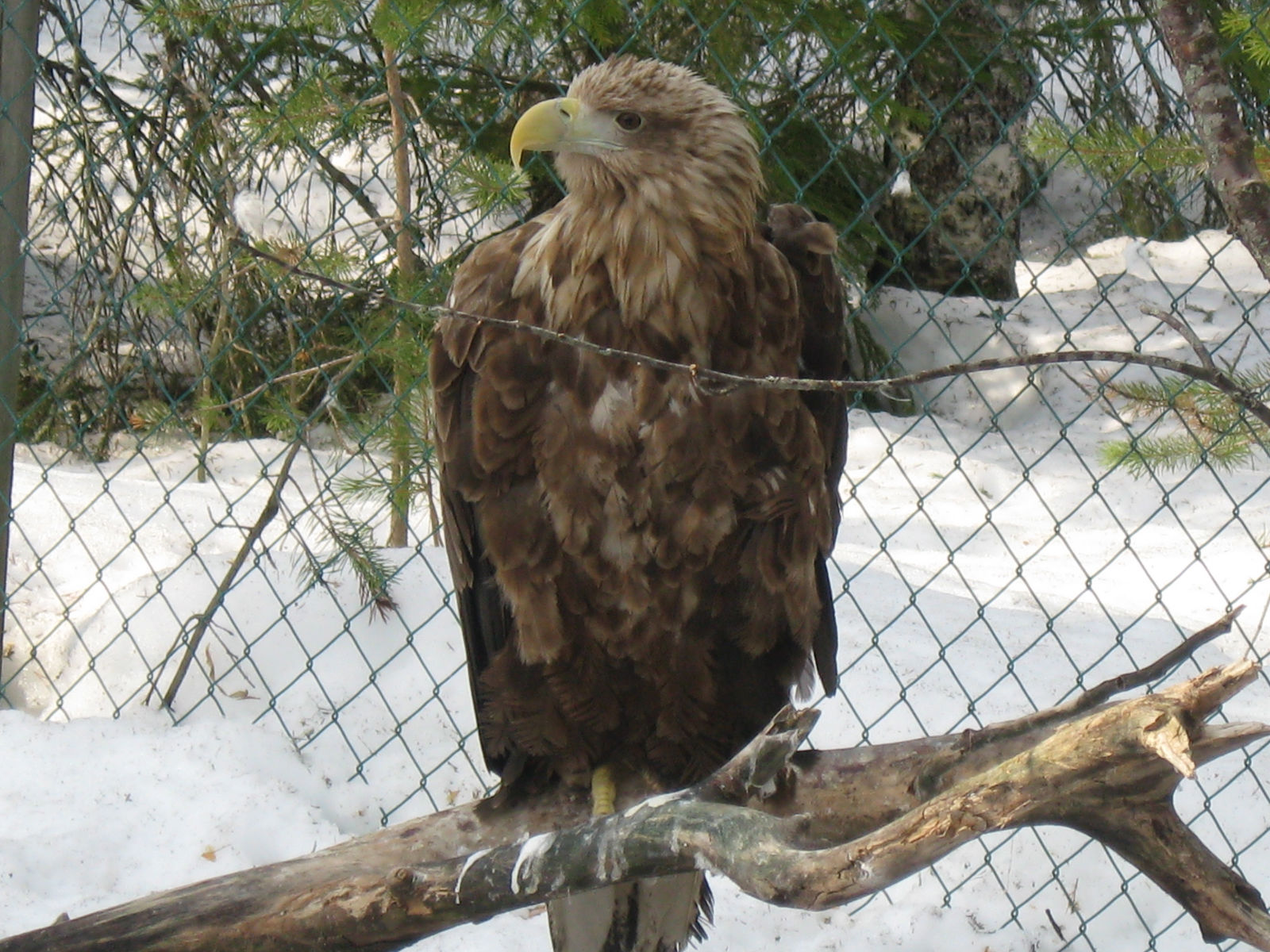
Орлан-белохвост

## Мероприятия для посетителей
Перед зоопарком устроена большая парковка. Рядом расположены ресторан Jussanpirtti и замок «Мур-Мур», где разместились сувенирная мастерская Санта-Клауса, кондитерский цех Fazer, винный магазин.
Зимой, в туристический сезон, работают аттракционы: снегоходы, собачьи и оленьи упряжки, лапландский чум, горка, лыжная трасса протяжённостью 7 километров. Летом работают автотрек и конно-спортивный комплекс.
Зоопарк также служит больницей для животных.